# Велоспорт на Всеафриканских играх 1991
Велоспорт на Всеафриканских играх 1991.

## Обзор
Соревнования прошли в конце сентября 1991 года в Каире, столице Египета. Программа Игр включала только дисциплины шоссейного велоспорта — групповую гонку и командную гонку с раздельным стартом. Было разыграно два комплекта медалей. Все среди мужчин.
По сравнению с предыдущими Играми программа соревнований осталась без изменений.
Всего медали завоевали представители трёх стран. Хозяева Игр выиграли две медали, оставшись без наград высшей пробы. Представители Алжира взяли три из четырёх возможных медалей.

## Медалисты

### Шоссе

#### Мужчины
| Дисциплина                           | Золото              | Серебро                 | Бронза                |
| ------------------------------------ | ------------------- | ----------------------- | --------------------- |
| Групповая гонка                      | Халиль Хаддад Алжир | Абдельмумен Чихун Алжир | Адель Абулхаир Египет |
| Командная гонка с раздельным стартом | Алжир               | Египет                  | Зимбабве              |

## Медальный зачёт
*   Принимающая страна (Египет)
| Место          | Страна         | Золото | Серебро | Бронза | Всего |
| -------------- | -------------- | ------ | ------- | ------ | ----- |
| 1              | Алжир          | 2      | 1       | 0      | 3     |
| 2              | Египет*        | 0      | 1       | 1      | 2     |
| 3              | Зимбабве       | 0      | 0       | 1      | 1     |
| Всего стран: 3 | Всего стран: 3 | 2      | 2       | 2      | 6     |